# Camille Chat
Camille Chat (Auxerre, 18 dicembre 1995) è un rugbista a 15 francese, che gioca come tallonatore nel Racing 92 in Top 14.

## Biografia
Chat iniziò a giocare a rugby all'età di sei anni nel Toucy per poi passare al RC Auxerre. Nel 2013 entrò a far parte del settore giovanile del Racing 92 con cui si aggiudicò il campionato francese Espoirs nel 2015. Il suo debutto professionistico avvenne durante la stagione 2015-2016 del Top 14 al termine della quale vinse il titolo di campione di Francia subentrando anche nel corso della finale vinta contro Tolone. Due anni più tardi fu titolare con il club parigino nella finale di European Rugby Champions Cup 2017-2018 persa contro il Leinster. La sconfitta si ripeté nell'edizione 2019-20, dove segnò una meta nella finale giocata dal primo minuto contro Exeter.
A livello internazionale, Chat prese parte ai mondiali giovanili del 2014 e del 2015 con la selezione nazionale francese under-20. La sua prima convocazione con la Francia avvenne nel gennaio 2016 quando il commissario tecnico Guy Novès lo chiamò nella squadra per preparare il primo incontro del Sei Nazioni contro l'Italia; rimasto in panchina, esordì con la nazionale transalpina la giornata successiva contro l'Irlanda e giocò poi tutte le restanti partite del torneo. Lo stesso anno disputò anche i tre test matches giocati dai Bleus a novembre. Nel corso dell'annata seguente prese parte solamente a tre incontri: contro il Galles durante il Sei Nazioni 2017, contro il Sudafrica durante il tour estivo e contro il Giappone in un'amichevole autunnale. Convocato dal nuovo commissario tecnico dei transalpini Jacques Brunel per il Sei Nazioni 2018 giocò solamente la sfida con il Galles. Successivamente, però, mancò solo uno dei test-matches disputati dalla nazionale francese nelle sessioni estiva ed autunnale. Assente nelle prime due giornate del Sei Nazioni 2019, disputò poi tutti gli incontri rimanenti, segnando anche la sua prima meta internazionale nella sfida contro l'Irlanda. Dopo essere sceso in campo in tutte e tre le amichevoli preparatorie, Chat fu incluso nei convocati della Francia per la Coppa del Mondo di rugby 2019. Nel corso del torneo iridato, giocò tutte le partite fino all'eliminazione ai quarti di finale per mano del Galles. Il primo anno della gestione di Fabien Galthié lo vide presente in due incontri del Sei Nazioni 2020 oltre che a due sfide della finestra autunnale.

## Palmarès
- Campionati francesi: 1
Racing 92: 2015-16